# 伝達性ミンク脳症
伝達性ミンク脳症（でんたつせいミンクのうしょう、英:transmissible mink encephalopathy）は、スクレイピープリオンが原因と推定されるミンクのプリオン病。7-12か月の潜伏期の後、異常行動、運動失調、嗜眠状態に至り死亡する。病理組織学的検査および異常プリオンタンパク質の検出により診断する。治療法はない。